# Axis Sally
Axis Sally era il soprannome generico dato a personalità radiofoniche femminili che trasmettevano propaganda in lingua inglese per conto delle potenze europee dell'Asse durante la Seconda guerra mondiale. Tra queste vi erano:
- Mildred Gillars, una tedesca americana che trasmise per la Germania nazista[1][2]. Fu "la prima donna nella storia degli Stati Uniti ad essere condannata per tradimento"[3] dagli Stati Uniti e dopo il suo arresto a Berlino, "l'8 marzo 1949 fu condannata a dieci-trent'anni di reclusione"[3].
- Rita Zucca, una italoamericana che trasmise per l'Italia fascista[4][5].

Nei loro programmi radiofonici, le due personalità dell'Axis Sally alternavano tipicamente musica swing e messaggi di propaganda rivolti alle truppe americane. Questi messaggi enfatizzavano il valore della resa, alimentavano il timore che le mogli e le fidanzate dei soldati li tradissero e sottolineavano che le potenze dell'Asse conoscevano la loro posizione. I soldati americani ascoltavano le trasmissioni di Gillars per la musica popolare, anche se trovavano "ridicoli" i suoi tentativi di propaganda.